# Étienne Picard
Pour les articles homonymes, voir Picard (homonymie).
Étienne Picard, né en 1945, est un professeur émérite de droit public à l'Université Paris 1 Panthéon-Sorbonne. Ses thèmes principaux de recherches concernent le droit administratif, le droit comparé et la philosophie du droit.

## Carrière
Il a été le directeur de l'École doctorale de droit public et de droit fiscal de l'Université Paris 1 Panthéon-Sorbonne ainsi que le directeur adjoint (Deputy Director) de l'Institut de Droit Européen et Comparé d'Oxford (anciennement Centre for the Advanced Study of European and Comparative Law). Il a également enseigné à l'Université de Haute-Normandie de 1980 à 1986.
Il enseigne en particulier en Licence 3 les droits et libertés fondamentaux. Il est également le directeur du Master 2 spécialité recherche "Droit Public Fondamental" de l'Université Paris 1 Panthéon-Sorbonne, dans lequel il assure un enseignement de droit administratif et de théorie générale des droits fondamentaux. Il décide de se retirer de l'enseignement après l'année universitaire 2013-2014.
Il est par ailleurs le rédacteur en chef de la Revue internationale de droit comparé, et collabore à de nombreuses autres revues juridiques, notamment la Revue de droit administratif et les Cahiers de la sécurité intérieure. Il est l'auteur de plusieurs études.

## Publications
- La notion de police administrative (préface de Roland Drago), 2 tomes, LGDJ, 1984.
- « Dualisme juridictionnel et liberté individuelle », in Le contrôle juridictionnel de l'administration. Bilan critique (colloque du CERAP, univ. Paris 1), Economica, 1991, p. 165 et s.
- Commentaire de l'article 12, in G. Conac, M. Debene et G. Teboul (dir.), La Déclaration des droits de l'homme et du citoyen de 1789. Histoire, analyse et commentaires, Economica, 1993, p. 249 et s.
- « La police et le secret des données d'ordre personnel en droit français », Revue de science criminelle, 1993, p. 275.
- « Vers l'extension du bloc de constitutionnalité au droit européen ? À propos de la décision du Conseil constitutionnel no 92-312 DC du 2 septembre 1992 ‘Traité sur l'Union européenne’ », RFDA, 1993, p. 47.
- « Les contrôles d'identité au regard des droits fondamentaux : des régimes inutilement hétéroclites », RFDA, 1994, p. 959.
- « Science du droit ou doctrine juridique », in L’unité du droit, Mélanges Drago, Paris, Economica, 1996, p. 119 et s.
- « L'influence du droit communautaire sur la notion d'ordre public », numéro spécial de l'AJDA, 20 juin 1996, p. 6 et s.
- « Petit exercice pratique de logique juridique. À propos de la décision du Conseil constitutionnel no 98-399 DC du 5 mai 1998 ‘Séjour des étrangers et droit d'asile’ », RFDA, 1998, p. 620.
- « L'émergence des droits fondamentaux en France », in Les droits fondamentaux, une nouvelle catégorie juridique ?, numéro spécial de l'AJDA, 1998, p. 55 et s.
- « La liberté contractuelle des personnes publiques constitue-t-elle un droit fondamental ? », AJDA, 1998, p. 651.
- « L'impuissance publique en droit », AJDA, 1999, p. 11 et s.
- « L'état du droit comparé en France », Revue Internationale de Droit Comparé, no 4, 1999, p. 885 et s.
- « La jurisprudence du Conseil d'Etat et l'Europe », in Le Conseil d'Etat de l'an VIII à nos jours. Livre jubilaire du deuxième centenaire, Adam Biro, 1999, p. 136-144.
- « Les rapports entre le droit international public et la Constitution selon la jurisprudence du Conseil d'État », Revue administrative, n° spécial ("Évolutions et révolution du contentieux administratif"), 1999, p. 15 et s.
- « La notion de citoyenneté », in Y. Michaud (dir.), Qu’est-ce que la société ?, Université de Tous les Savoirs, vol. 3, 2000; vidéo en ligne.
- « Les droits de l’homme et l’“activisme judiciaire” », Pouvoirs, no 93, 2000, p. 113-143, disponible en PDF
- « Introduction générale : la fonction de l'ordre public dans l'ordre juridique », in L’ordre public : ordre public ou ordres publics? Ordre public et droits fondamentaux, Bruxelles, Bruylant, 2001, Droit et Justice, no 29.
- « Démocraties nationales et justice supranationale: l'exemple européen », in S. Brondel, L. Heuschling et N. Foulquier (dir.), Gouvernement des juges et démocratie, Paris, Publications de la Sorbonne, 2001, p. 211 et s.
- Entrées « Common Law », « Droits fondamentaux » et « Police », in Denis Alland et Stéphane Rials (dir.), Dictionnaire de la culture juridique, Lamy/PUF, 2003.
- « Contre la théorie réaliste de l'interprétation », in L'office du juge, Actes du colloque au Sénat, Paris, 2006, en ligne. Republié dans la Revue Juridique de l'Université Saint-Esprit de Kaslik (USEK), no 10, 2009 (p. 21-110).
- « Présentation du premier numéro consacré à “L'accès au droit”, Jurisdoctoria, octobre 2008, en ligne.
- Entrée « Police », in Joël Andriantsimbazovina, Hélène Gaudin, Jean-Pierre Marguénaud, Stéphane Rials et Frédéric Sudre (dir.), Dictionnaire des Droits de l'Homme, PUF, 2008.
- « Rapport de synthèse », in La compétence, actes du colloque de l'AFDA, Lexis Nexis/Litec, 2008, p. 237 et s.
- « Le droit comparé est-il du droit ? », Annuaire de l'Institut Michel Villey, Vol. 1 (2009), Dalloz, 2010, p. 173 et s.
- « Le ou les jusnaturalismes ? », in D. Rousseau, A. Viala (dir.), Le droit, de quelle nature ?, Montchrestien, 2010.
- « Avant-propos (Imagination et rêverie) », in M. Doat, G. Darcy (dir.), L'imaginaire en droit, Bruylant, 2011.
- « Le principe d'égalité en droit public français (rapport français) », in M.-A. Frison–Roche, M. Fromont, B. Graeff, T. Martini Vilariño, Th. Morais da Costa, G. Vieira da Costa Cerqueira (dir.), Droit français et droit brésilien. Perspectives nationales et comparées, Bruylant, 2012, p. 349.
- « Les classifications des fonctions administratives : la métamorphose des concepts juridiques », Conférences Vincent Wright, Doc. fr. / Conseil d'Etat (comité d'histoire du Conseil d'Etat et de la juridiction administrative), vol. 2, 2015, p. 119.
- « La comparaison en droit constitutionnel et en droit administratif : du droit comparé comme méthode au droit comparé comme substance » (La comparaison en droit public - Hommage à Roland Drago), Revue internationale de droit comparé, avril-juin 2015, n° 2, Société de législation comparée, p. 317.
- « Le droit au bonheur est-il concevable au sein d'un Etat de droit? », in Réseau Européen de Recherche en Droits de l'Homme [RERDH] (dir.), Le droit au bonheur, actes du colloque des 3-4 déc. 2014 à Limoges, Institut Universitaire Varenne (LGDJ/Lextenso), coll. Colloques et Essais, 2016, p. 249.

## Direction d'ouvrages et préfaces
- Préface à "La tradition républicaine en droit public français", de Christophe Vimbert, LGDJ, 1992.
- Le juge de l'administration et les droits fondamentaux dans l'espace francophone, Bruylant, 1999.
- Préface à Les fictions juridiques en droit administratif, de Delphine Costa, LGDJ, 2000.
- Avant-propos à Le Conseil d'État et Vichy: le contentieux de l'antisémitisme, de Philippe Fabre, Publications de la Sorbonne, 2001.
- Préface à Le droit public face à la pauvreté, de Diane Roman, LGDJ, 2002.
- Préface à Disposer de soi ? : Une analyse du discours juridique sur les droits de la personne sur son corps, par Stéphanie Hennette-Vauchez, L'Harmattan, 2004.
- Préface (avec Mark Freedland) à Contribution générale à l'étude de l'éthique du service public en droit anglais et français comparé, de Anne-Élisabeth Villain-Courrier, Dalloz, 2004.
- Études en l'honneur de Gérard Timsit, en collaboration avec Spyridon Flogaïtis, Pascale Gonod et Nicole Belloubet-Frier, éd. Bruylant, 2005.
- De tous horizons : Mélanges en l'honneur de Xavier Blanc-Jouvan, Société de la législation comparée, 2005.
- Introduction to French Law, coord. avec George A. Bermann, Kluwer Law International, Wolters Kluwer, 2008.
- Préface à Des droits fondamentaux au fondement du droit : Réflexions sur les discours théoriques relatifs au fondement du droit, par Charlotte Girard, Publications de la Sorbonne, 2010.
- Préface à La prééminence du droit dans le droit de la Convention européenne des droits de l'homme, par Xavier Souvignet, éd. Bruylant, coll. Droit de la Convention européenne des droits de l'homme - Thèses, 2012, disponible en PDF.
- Préface à La normativité en droit, par François Brunet, éd. Mare et Martin, coll. Bibliothèque des Thèses, 2012.
- Préface à L'inexistence juridique des actes administratifs. Essai de théorie juridique comparée : France, Chili, Espagne, Italie, par Gabriel Bocksang Hola, éd. Mare et Martin, coll. Bibliothèque des thèses, 2014.
- Préface à Ponsard (R.), Les catégories juridiques et le Conseil constitutionnel. Contribution à l’analyse du droit et du contentieux constitutionnels, (Préface du Professeur Étienne Picard (disponible en pdf ici : http://www.univ-reims.fr/minisite_84/media-files/10737/pre-face-pr.-e-tienne-picard.pdf) ; Post-scriptum du Professeur Otto Pfersmann (http://www.univ-reims.fr/minisite_84/media-files/10741/postface-pr.-otto-pfersmann-3-.pdf), Paris, Mare & Martin, (à paraître 2018), 756 p.
- Préface à Le principe de liberté en droit public français, par Sandrine Perera, éd. LGDJ, coll. Bibliothèque de droit public, 2021.
- Postface à La valeur en droit. Etude de jurisprudence constitutionnelle sur les nouvelles représentations de la norme, par Jean-Baptiste Jacob, éd. L'Harmattan, 2021.
- Préface à Le but en droit. Etude de droit public français, par Maxime Maury, éd. Mare et Martin, coll. Bibliothèque des thèses, 2023.